# Karlskoga konsthall
Karlskoga konsthall är en kommunal konsthall vid Tingshusparken på Kungsvägen i centrala Karlskoga. Konsthallen inryms i den före detta arrestlokalen till Karlskoga tingshus.

## Historik

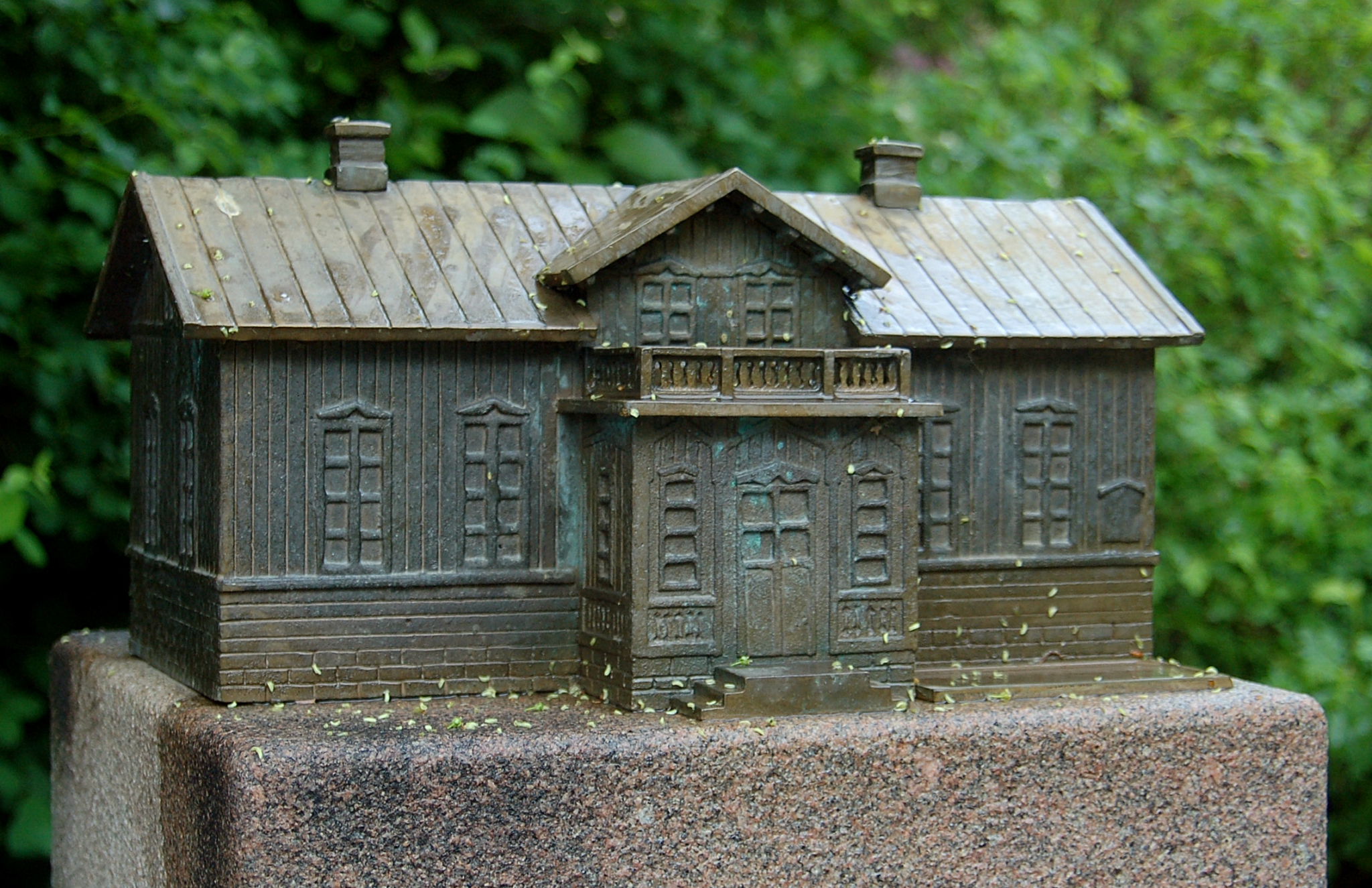
Bronsmodell av Karlshall, Karlskoga tingshus, gjord av Henry Morin.

Byggnaden uppfördes 1880 som arrestlokal till Karlskoga tingshus, där Alfred Nobels testamente lästes upp efter hans bortgång. Tingshuset revs 1945, och i samband med detta gjordes arrestlokalen om till konsthall genom en ganska omfattande ombyggnation. Åke Porne var den arkitekt som ansvarade för ombyggnationen.
På den gamla tingshustomten finns numera en park. Den invigningsutställning som ägde rum efter ombyggnationen besöktes av närmare 5 000 personer, trots att den inte var öppen längre tid än ett par veckor.

## Verksamhet

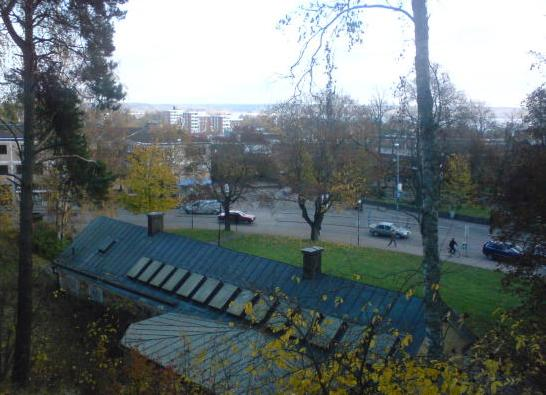
Karlskoga konsthall, sett från Rävåskullen.

Konsthallen arranger cirka tio utställningar varje år, med vernissager och musikuppträdanden. Under 2019 anordnades fjorton utställningar, och 2018 anordnades tretton utställningar. Genom att konsthallen är en kommunal verksamhet är alla utställningar gratis för allmänheten att bevista. I konsthallens samlingar finns bland andra Ola Skogäng, Modhir Ahmed, och Ulli Evans, Lennart Aschenbrenner samt Pirjo Haurinen, Dan Lekberg, Jessica Stuart-Beck, Liv Strömquist och Nino Ramsby representerade. Genom gåvor disponerar konsthallen även över verk av bland andra Gunnar Brusewitz och bygdens son, konstnären Herbert Walås.
Karlskoga konsthall har ett nära samarbete med det lokala föreningslivet. Samarbetet innebär bland annat att konsthallen och föreningen ifråga anordnar utställningar och andra arrangemang så som konstcafé tillsammans. Under 2019 samarbetade konsthallen med bland andra Karlskoga Konstförening, Karlskoga Konsertförening och Korpen.

Genom konsthallen och Stiftelsen Karlskoga kommuns konststipendium delar Karlskoga kommun sedan 1996 även årligen ut ett konststipendium till Alfred Nobels minne. Stipendiet ges till yrkesverksamma konstnärer, som företrädesvis arbetar med grafik. Vid sidan om stipendiesumman om 20 000 kr ges stipendiaten även möjlighet att ställa ut sina verk i Karlskoga konsthall. Stipendiet delas ut under högtidliga former på nobeldagen, den 10 december. För 2019 års stipendium fanns cirka 120 ansökningar,  att jämföra med att man ett normalår har cirka 40 ansökningar.

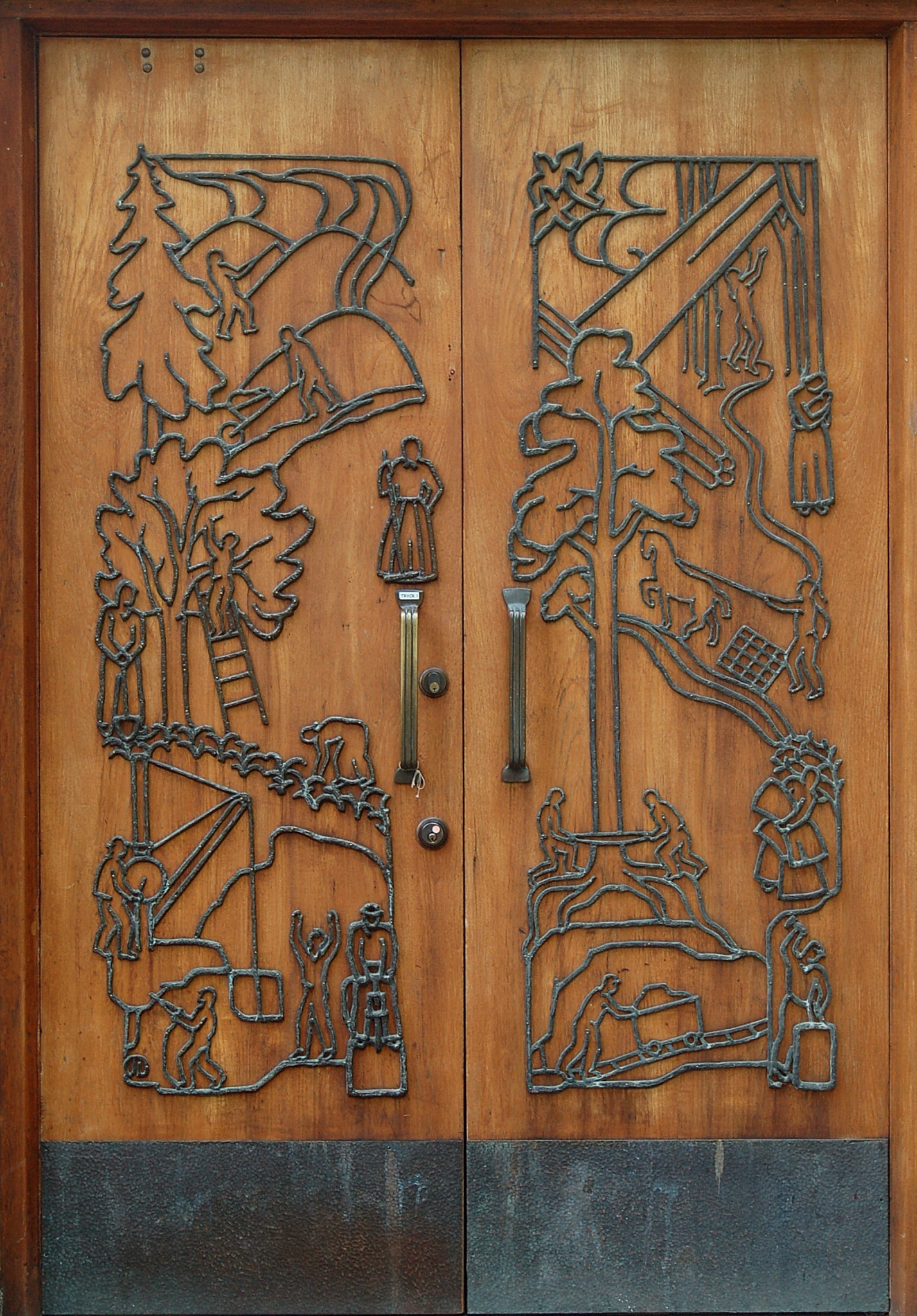
Dörrsmide från 1949 av konstnären John Lundqvist placerad på porten till Karlskoga Konsthall

## Byggnaden
Konsthallen är låg och har ett sadeltak. Fasaderna är putsade i en gul kulör och skorstenarna är plåtinklädda.
Entrédörrens dörrsmide utfördes av John Lundqvist 1949. Lundqvist har även utfört skulpturerna Boforsmonumentet och Järnarbetaren, som båda står i anslutning till konsthallen.
Byggnaden bedöms vara välbevarad och har bland annat genom den intilliggande parken ett kulturhistoriskt värde.